# Миненко, Пётр Петрович
Пётр Петрович Миненко (род. 20 июня 1978, Краснодар) — российский рыболов-спортсмен, обладатель звания мастера спорта по спортивному рыболовству и мастера спорта России по стендовой стрельбе. Стал абсолютным Чемпионом России в поплавочной ловле, одержал победу на этапе Кубка России по карповой ловле и получил звание вице-чемпиона страны в карповой ловле и поплавочной ловле в командном зачёте. Дважды был Чемпионом России по ловле карпа в составе команды Адыгеи (в 2021 и 2022 годах). Является основателем Адыгейской региональной общественной организации «Федерация рыболовного спорта». Является кандидатом биологических наук по специализации «Ихтиология».

## Биография
Пётр Петрович Миненко родился 20 июня 1978 года в Краснодаре. С раннего детства он проявлял интерес к спорту. В 6 лет его отец, Пётр Васильевич Миненко, мастер спорта и многократный победитель соревнований по спортивному рыболовству, привлёк сына к рыбалке. С 7 лет Пётр Петрович начал участвовать в соревнованиях по спортивному рыболовству. Он занимался прыжками на батуте, современным пятиборьем, боксом, плаванием и спортивным кастингом. В 1985 году Пётр Петрович поступил в СШ № 14 в Краснодаре, а в 1995 году окончил её и поступил на факультет биологии Кубанского Государственного Университета. В 2000 году он окончил университет, получив диплом по специальности «Зоология позвоночных». В том же году поступил в аспирантуру Кубанского Государственного университета по специальности «Ихтиология». В 2003 году успешно защитил кандидатскую диссертацию и получил степень кандидата биологических наук по специализации «Ихтиология».

### Спортивное рыболовство
Пётр Петрович Миненко обладает званием мастера спорта, завоевал титул абсолютного чемпиона России в поплавочной ловле. В 2013 году он стал победителем первого этапа Кубка России по карповой ловле, а в 2021 году выиграл чемпионат страны. Пётр неоднократно занимал призовые места и становился победителем в различных рыболовных турнирах. Его спортивная карьера началась с поплавочной и спиннинговой ловли, когда он соревновался в составе сборной Краснодарского края. В 2000 году он стал абсолютным чемпионом России в личном и командном зачётах. Со временем его увлечение сместилось к карповой рыбалке, и с 2010 года он сосредоточился на карпфишинге. Также Пётр является основателем Адыгейской региональной общественной организации «Федерация рыболовного спорта».

### Стендовая стрельба
В 1995 году Пётр Петрович Миненко впервые принял участие в занятиях стрелкового стенда в юношеской секции стендовой стрельбы, входящей в Краснодарскую краевую общественную организацию охотников и рыболовов. Его тренером стал мастер спорта по стендовой стрельбе Алефтин Рамазанович Воркожоков. В 2011 году он одержал победу на 12 этапе Кубка России по стендовой стрельбе, за что получил звание Мастера Спорта по стендовой стрельбе.

### Семья
- Отец — Пётр Васильевич Миненко (род. 22.02.1953) — рыболов-спортсмен, мастер спорта, чемпион России, участник 13-ти чемпионатов мира, неоднократный победитель и призёр международных и всероссийских соревнований по ловле рыбы поплавочной удочкой.
- Мать — Галина Ивановна Миненко (28.02.1954 — 12.01.2004) — инженер-технолог.
- Сестра — Екатерина Петровна Фомина (род. 30.12.1983) .
- Жена — Елена Геннадьевна Миненко (род. 13.08.1982).
- Сын — Артём Петрович Миненко (род. 03.12.2007)[5].
- Дочь — Александра Петровна Миненко (род. 30.08.2016)[5].

## Награды и достижения
- Мастер спорта России по рыболовному спорту[6].
- Мастер спорта России по стендовой стрельбе[4].
- Второй чемпионат России по ловле поплавочной удочкой 1999 года — 3 место в командном зачёте.
- Третий чемпионат России по ловле поплавочной удочкой 2000 года — абсолютный чемпион, 1 место в личном и командном зачётах.
- 12 Этап Кубка России по стендовой стрельбе 2011 года — 1 место.
- Победитель этапа Кубка России по ловле карпа 2013 года.
- Седьмой командно-парный Чемпионат России по ловле карпа 2015 года — 2 место в командном зачёте.
- Вице-чемпион России по ловле карпа в командном зачёте 2015 года.
- Вице-чемпион России по ловле карпа в личном зачёте 2019 года.
- Бронзовый призёр этапа Кубка России по ловле карпа 2019 года.
- Тринадцатый Кубок России по ловле карпа (1 этап) 2019 года — 3 место в командном зачёте.
- Чемпион Краснодарского края по ловле карпа в командном зачёте 2020 года[7].
- Чемпионат России по ловле карпа 2021 года — 1 место в командном зачёте.
- Двукратный чемпион России (2021[8], 2022[9]) в составе сборной Адыгеи.
- Вице-чемпион Кубка России по поплавочной ловле в составе сборной Адыгеи 2023 года[10].

## Научная деятельность
- Емтыль М.Х., Лохман Ю.В., Емтыль А.М., Миненко П.П. Актуальные вопросы экологии и охраны природы экосистем южных регионов России и сопредельных территорий.. — Краснодар: XIV межреспубликанская научно-практическая конференция, 2001.
- Миненко П.П. Щука водоёмов бассейна реки Кубань. — Краснодар: III региональная научно-практическая конференция молодых учёных 1-16 ноября 2001 г., 2001.
- Миненко П.П. Питание щуки (Esox lucius) Приазовских лиманов в осенний период. Актуальные вопросы экологии и охраны природы экосистем южных регионов России и сопредельных территорий. — Краснодар: XV межреспубликанская научно-практическая конференция, 2002.
- Миненко П.П. Размерно-весовая характеристика щуки (Esox lucius) Приазовских лиманов. Актуальные вопросы экологии и охраны природы экосистем южных регионов России и сопредельных территорий. — Краснодар: XV межреспубликанская научно-практическая конференция, 2002.
- Миненко П.П. Экология размножения щуки (Esox lucius L.,1758) в водоёмах бассейна реки Кубань. — Пущино: Биология - наука XXI века: Мат. 6-й Путинской школы-конференции молодых учёных 20-24 мая 2002 г., 2002. — Т. 2.
- Миненко П.П., Кузьминова И.А„ Пашков А.Н. Анализ степени сходства обыкновенной щуки (Esox lucius) из некоторых водоёмов Восточного Приазовья по комплексу морфометрических признаков.  Актуальные вопросы экологии и охраны природы экосистем южных регионов России и сопредельных территорий.. — Краснодар: XVI межреспубликанская научно-практическая конференция, 2003.
- Миненко Пётр Петрович. Морфобиологическая характеристика обыкновенной щуки (Esox Lucius L), и её роль в водоёмах северо-западного Кавказа // 03.00.10 - ихтиология. — Ростов-на-Дону : Автореферат диссертации на соискание учёной степени кандидата биологических наук, 2003.